# Датам
Дата́м (греч. Δατάμης; умер около 362 до н. э.) — лидер кадусиев во время похода к крепости Гадатас при Кире Великом, а также военачальник и сатрап персидской провинции Каппадокия в 385—362 годах до н. э.

## Имя
«Датамес» — это эллинизированная форма древнеиранского * Dātama- или * Dātāma-, либо от Dātamiθra («Дар Митры»), либо от * Data-ama («кому дана сила»). Имя засвидетельствовано на арамейском как «Таданму».

## Биография
Датам был карийцем по рождению, сыном Камиссара и матери-скифки или пафлагонки. Его отец был сатрапом Киликии и фаворитом персидского царя Артаксеркса II. Датам, будучи одним из телохранителей царя, отличился в войне Артаксеркса против кадусиев, и был назначен на должность сатрапа вместо отца, павшего в этой войне. Здесь Датам отличился как военными талантами, так и рвением в службе царю: он привёл к покорности двух правителей областей, устроивших мятеж против Артаксеркса II — Тийя, сатрапа Пафлагонии, и Асписа, сатрапа Катаонии.
Как следствие, Датам был назначен командующим войска, отправленного для подчинения отпавшего от персов Египта. Однако интриги его врагов при персидском дворе и пошатнувшееся положение побудили его отринуть преданность царю (около 370 года до н. э.). С войсками, находившимися под его командованием, он отошёл в Каппадокию, и составил совместный заговор с другими сатрапами против центральной власти.
Артабаз, один из полководцев, сохранивших лояльность персидскому царю, подступил к Датаму со стороны Писидии, но был им полностью разбит. Слава, приобретённая Датамом, побудила Артаксеркса II направить все силы на то, чтобы подчинить его. Однако Автофрадат, посланный против Датама с большой армией, вынужден был отступить с тяжёлыми потерями. Датам, одерживавший победы над врагами в открытых битвах, в конце концов пал жертвой заговора. После того, как ему удалось избежать нескольких покушений, он был убит при свидании с Митридатом, сыном Ариобарзана, будто бы примкнувшим к мятежу против царя.
В свою эпоху Датам приобрёл широкую славу как храбрый и удачливый полководец, так что он был известен даже среди греков, хотя никогда не сталкивался с ними в походах. Корнелий Непот, написавший единственное связное изложение биографии Датама, называл его самым храбрым и наиболее талантливым из всех не-греческих и не-римских полководцев, исключая Гамилькара и Ганнибала. В свидетельствах о нём много путаницы и, например, очень трудно найти правильное место в его биографии для несвязных историй, рассказанных Полиэном. Хронология событий, приведенная у Непота, также весьма неясна. Согласно Непоту и Диодору Сицилийскому, Датам умер раньше Артаксеркса II, видимо около 362 года до н. э. Ему наследовал его сын Ариамн, правивший при персидских царях в 362—330 годах до н. э. как сатрап Каппадокии.